# ظهريرة بيضوية
ظهريرة بيضوية (الاسم العلمي: Notoedres ovatus) هي نوع من القراديات يتبع جنس الظهريرة من الفصيلة القارمية.